# Leostene (ammiraglio)
Leostene (in greco antico: Λεωσθένης?, Leosthénēs, in latino Leosthenes; Atene, ... – 361 a.C.) è stato un ammiraglio ateniese.
Leostene comandò una flotta e un armamento nelle Cicladi nel 361 a.C. Avendo ammesso di essere sorpreso da Alessandro, tiranno di Fere, e sconfitto, con una perdita di cinque triremi e 600 uomini, fu condannato a morte dagli Ateniesi, come punizione per il suo insuccesso.